# Meilė dar gyva
Meilė dar gyva är det andra studioalbumet från den litauiska sångaren Aistė Pilvelytė. Albumet släpptes år 2007 och innehåller tretton låtar. Albumet är producerat av Pilvelytė själv i samarbete med Marius Matulevičius. Låten "Aš mylėjau tave tau nežinant" framförs tillsammans med Giedrius Leškevičius. Tre av låtarna är på engelska.

## Låtlista
1. "Su tavimi" – 2:59
2. "Tik tau" – 3:00
3. "Meilė gyva" – 3:01
4. "Amor, amor" – 3:00
5. "Leisk sau" – 3:57
6. "Ley le lee" – 3:08
7. "Aš mylėjau tave tau nežinant" – 3:28
8. "Just For Fun" – 3:00
9. "Manęs tu nelauk" – 3:23
10. "Akių šviesa" – 3:19
11. "I'll Let You Fly" – 3:01
12. "Šansas" – 3:40
13. "Emotional Crises" – 3:09